# 真源寺
真源寺（しんげんじ）は、東京都台東区下谷にある、法華宗本門流の寺院。山号は仏立山、大本山光長寺末。

## 概要
万治2年（1659年）光長寺20世・日融が当地に法華宗本門流の寺院を開山したことによる。鬼子母神を祀っていることで、入谷鬼子母神の名称で有名な寺院である。大田南畝の狂歌「恐れ入りやの鬼子母神」という洒落も有名である。また、7月の七夕の前後に当寺院の境内で、入谷朝顔市が開かれることで、入谷の名物であることはもとより、東京下町の夏の訪れを伝える行事として、全国的にも知られている。

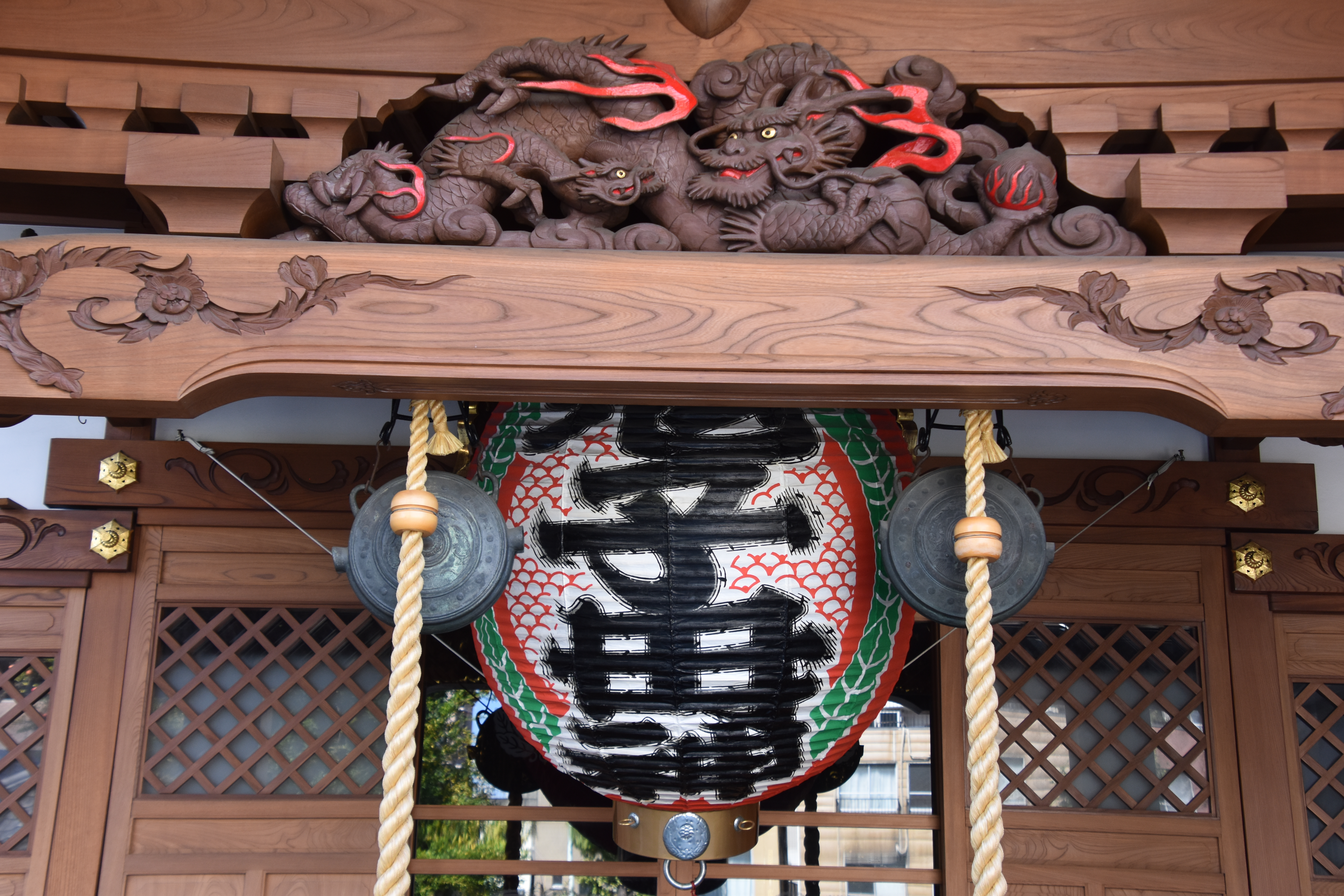
本殿

## 文化財
- 絹本着色朝顔・蜻蛉図（台東区指定有形文化財）[1]

## 入谷朝顔市
当寺院の名物である朝顔市で有名になったのは明治時代に入ってからで、江戸後期頃から当地で盛んだった朝顔栽培を人々に見せるために、当寺院の敷地内で栽培農家が披露したことがその起源である。明治時代を中心に、入谷界隈で朝顔作りが盛んになり数十件が軒を連ねたという。当地の朝顔は全国でも指折りの出来であったといい、朝顔のシーズンになると、入谷界隈には朝顔を見物しに、多くの人でごったがえしたという（無論、植物園などと違い、商品として栽培しているのでそのまま商売となった）。その後、宅地化の流れにより入谷界隈での栽培が難しくなり、1913年（大正2年）になって最後の栽培農家が廃業して、朝顔市は廃れてしまったが、戦後1948年（昭和23年）に、地元の有志と台東区の援助の元、再び入谷で朝顔市が復活することになり、現在では例年、七夕の前後3日間（7月6日、7日、8日）に当寺院と付近の商店街で開催され、下町の夏の風物詩としてすっかり定着している。

## 下谷七福神
当寺院は、七福神の福禄寿を祀っている。

## 江戸の地口で知られる他の寺社
地口である「恐れ入谷の鬼子母神」と並んで知られている「びっくり下谷の広徳寺」の広徳寺は、現在の台東区役所付近にあったが、関東大震災により崩壊し、練馬区へ転出した。他に「情け有馬の水天宮」は中央区日本橋蛎殻町にある水天宮、「なんだ神田の大明神」は千代田区外神田にある神田明神、「なにゆうてんじ、中目黒」は目黒区中目黒にある祐天寺である。

## 所在地情報
所在地
- 東京都台東区下谷一丁目12番16号

交通
- 鉄道
  - 入谷駅（東京地下鉄日比谷線）から徒歩4分。
  - 鶯谷駅（東日本旅客鉄道山手線）から徒歩5分。

- バス
  - 都営バス 上26系統（上野公園 - 根津駅 - 入谷鬼子母神 - 奥浅草 - とうきょうスカイツリー駅 - 押上駅 -　亀戸駅）
  - 都営バス 草41系統（浅草寿町 - 浅草公園六区 - 入谷鬼子母神 - 鶯谷駅 -　三河島駅 - 町屋駅 - 千住桜木 - 足立梅田町）